# 16. Zusatzartikel zur Verfassung der Vereinigten Staaten

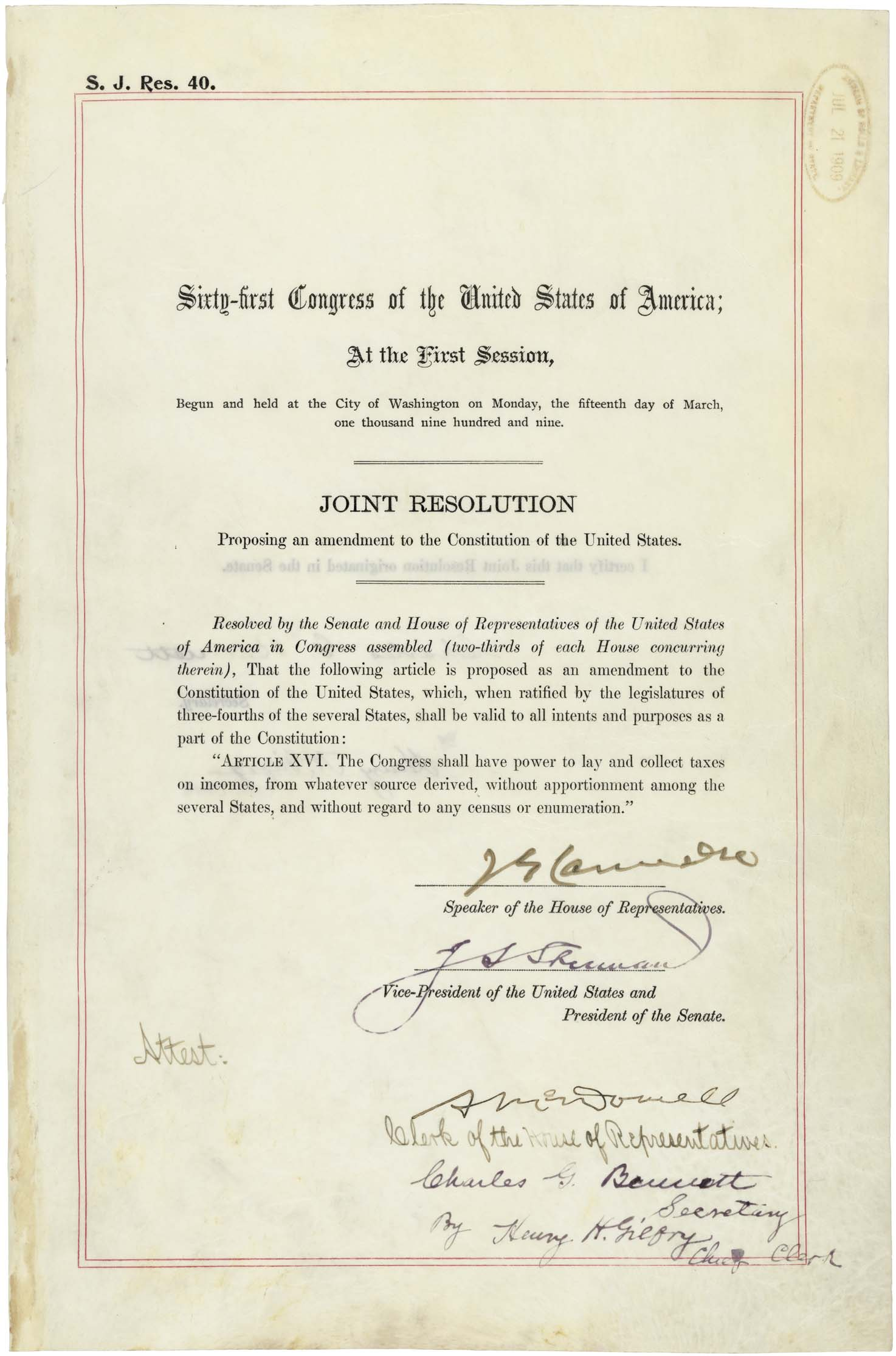
16. Zusatzartikel zur Verfassung der Vereinigten Staaten

Der 16. Zusatzartikel zur Verfassung der Vereinigten Staaten von Amerika, der die Erhebung von Einkommensteuern in ihrer momentanen Form gestattet, wurde am 12. Juli 1909 verabschiedet und am 3. Februar 1913 ratifiziert.
Der Verfassungszusatz besagt:

„Der Kongress hat das Recht, Steuern auf Einkommen beliebiger Herkunft zu legen und einzuziehen, ohne sie proportional auf die einzelnen Staaten aufteilen zu müssen oder an eine Schätzung oder Volkszählung gebunden zu sein.“

## Geschichte
Vor dem frühen 20. Jahrhundert stammten die meisten Bundeseinnahmen eher aus Zöllen als aus Steuern, obwohl der Kongress häufig Verbrauchsteuern auf verschiedene Waren erhoben hatte. Der Revenue Act of 1861 hatte die erste Bundeseinkommensteuer eingeführt, aber diese Steuer wurde 1872 abgeschafft. Während des späten 19. Jahrhunderts befürworteten verschiedene Gruppen, wie die Populist Party, die Einführung einer progressiven Einkommensteuer auf Bundesebene. Diese Gruppen meinten, dass Zölle die Armen ungerecht belasteten und besteuerten, und sie bevorzugten die Verwendung der Einkommensteuer, um die Steuerlast auf wohlhabende Personen zu verlagern.
Der Wilson-Gorman Tariff Act of 1894 stellte den Versuch dar, eine Bundeseinkommensteuer in Höhe von 2 % auf Einkommen über 4000 US-Dollar zu erheben. Von den Gegnern des Gesetzes als „kommunistisch“ diffamiert, wurde er von einem Bundesgericht in Frage gestellt.
Im Gerichtsfall Pollock v. Farmers’ Loan & Trust Co. entschied der Oberste Gerichtshof 1895, dass das Gesetz nicht verfassungsgemäß sei. Als Reaktion auf diese Entwicklung und die wachsende Sorge vieler Gesellschaftsteile, dass die reichsten Bürger zu viel wirtschaftliche Macht vereinigten, wurde dieser Verfassungszusatz vom Kongress verabschiedet und an die Bundesstaaten übersandt. 1913 erklärte der Außenminister Philander Knox, dass der Verfassungszusatz von der notwendigen Drei-Viertel-Mehrheit der Bundesstaaten ratifiziert wurde (einige weitere Bundesstaaten ratifizierten den Verfassungszusatz später). Im selben Jahr führte der Kongress eine neue allgemeine Einkommensteuer ein.

## Auslegung des Verfassungszusatzes
Die Auslegung des 16. Verfassungszusatzes durch den Supreme Court hat sich im Laufe der Zeit weiterentwickelt und den Gegebenheiten angeglichen. Viele Dispute über die Anwendbarkeit des Verfassungszusatzes kommen durch das Vertrauen auf ältere Formulierungen und gekippte Entscheidungen auf.

### Frühere Entscheidungen
In dem Fall Brushaber v. Union Pacific Railroad im Jahr 1916 entschied der Supreme Court, dass der Verfassungszusatz das Gericht daran hindere, die Einkommensteuer aus den indirekten Steuern auszuklammern und sie in die Kategorie der direkten Steuern einzugliedern, wie es im Fall Pollock v. Farmer’s Loan & Trust Co. geschah. Alle direkten Steuern müssen durch Artikel 1 der amerikanischen Verfassung zugeteilt werden. Das Gericht entschied weiter, dass der Verfassungszusatz nicht rückwirkend sei, und stellte fest, dass Steuern auf das persönliche Eigentum immer noch als direkte Steuern betrachtet werden müssten.
Im Fall Bowers, Collector v. Kerbaugh-Empire Co. von 1926 bezog der Richter Stellung:

„Es war nicht die Absicht oder die Wirkung dieses Verfassungszusatzes, ein völlig neues Instrument in die Steuerpolitik einzubringen. Der Kongress hatte bereits die Macht, alle Einkommen zu besteuern. Aber Steuern von einigen Quellen wurden als direkte Steuern angesehen. Der Verfassungszusatz stellte eine Befreiung von dieser Notwendigkeit dar und schaffte den Unterschied zwischen Einkommensteuern, die als direkt angesehen wurden, und denen, die es nicht waren, ab und stellte somit alle Einkommensarten auf eine Stufe. Nach vollständiger Abwägung erklärt dieses Gericht, dass Einkommen als Verdienst durch Kapital, Arbeit oder durch die Kombination aus beidem definiert wird.“

### Moderne Auslegung
In dem Gerichtsverfahren Commissioner v. Glenshaw Glass Co. von 1955 verdeutlichte der Supreme Court, was nach einer modernen Auslegung mit dem Begriff Einkommen gemäß dem 16. Verfassungszusatz gemeint ist. Einkommensteuern konnten demnach auf Dinge erhoben werden, über die der jeweilige Steuerzahler die Kontrolle hätte. Nach dieser Definition ist jeglicher Anstieg des Vermögens, ob durch Löhne, Bonuszahlungen, Aktienverkäufe oder durch Profite und Wettgewinne in der Definition von Einkommen enthalten. Dies wird so lange der Fall sein, bis der Kongress einen speziellen Freibetrag einführt (wie es ihn z. B. für Geschenke, ein Erbe, Stipendien und Unterhaltszahlungen gibt).
Einige untergeordnete Gerichte haben entschieden, dass der Verfassungszusatz eine unrechtmäßige Erhebung von direkten Steuern auf das Einkommen begünstigt. Jedoch hat der Supreme Court stets betont, dass alle Einkommensteuern als indirekte Steuern gewertet würden.

## Streitfragen
Einige US-Bürger, die Einspruch gegen Einkommensteuern erheben, behaupten, dass der 16. Verfassungszusatz nie richtig ratifiziert wurde. Einsprüche, welche die Frage der Ratifizierung behandeln, führen Faktoren wie Unterschiede in der Kapitalisierung, verschiedene Begrifflichkeiten und die Verwendung unterschiedlicher Interpunktionen in den Gesetzesentwürfen der verschiedenen Bundesstaaten an. Ein anderes ständig angeführtes Argument ist, dass Ohio im Jahr 1913 noch kein amerikanischer Bundesstaat war, weil eine Bekanntmachung des Kongresses erkennen ließ, dass Ohio erst ab 1953 als amerikanischer Bundesstaat geführt wurde (obwohl Ohio seit 1803 Repräsentanten in den Kongress schickte und an Präsidentschaftswahlen teilnahm).
Ein anderes Argument der Kritiker ist, dass der 16. Verfassungszusatz, obwohl er nach gültigen Verfahren ratifiziert wurde, bloß die Rechtmäßigkeit einer Einkommensteuer andeutet, ohne sie explizit zu benennen.
Der bekannteste Vertreter der Nichtratifizierungs-Behauptung ist Bill Benson, Co-Autor des Buches The Law That Never Was. Seine Argumente wurden von den Beklagten in mehreren Gerichtsverfahren verwendet und in jedem der Fälle zurückgewiesen. In dem Gerichtsverfahren US v. Thomas schrieb das 7. Berufungsgericht folgendes:

„38 Bundesstaaten haben den 16. Verfassungszusatz ratifiziert, 37 davon schickten formale Papiere an den zuständigen Minister (Minnesota setzte den Minister mündlich in Kenntnis). Nur 4 Papiere geben den genauen Wortlaut des 16. Verfassungszusatz, so wie ihn der Kongress verabschiedete, wieder. Die anderen Staaten verweisen auf Fehler in der Interpunktion, die unterschiedliche Schreibweise von Fachbegriffen und die unterschiedliche Kapitalisierung. Der Gesetzestext, den der Kongress an die Bundesstaaten übermittelt hat, lautet: Der Kongress soll das Recht haben, Steuern auf jegliche Einkommen festzulegen und zu erheben, ohne dass eine Verteilung unter den verschiedenen Bundesstaaten stattfindet und ohne Beachtung jeglicher Volkszählungen. Der Gesetzestext von Illinois beinhaltete an der Stelle des Wortes enumeration (Volkszählung) das Wort renumeration; der Gesetzestext von Missouri ersetzte das Wort lay durch levy. Andere Staaten erlaubten sich ähnliche Schnitzer.“

Bundesgerichte haben Berufungen, die sich auf die Nichtratifizierungs-Behauptung stützten, abgelehnt.

## Ratifizierung
Der 16. Zusatzartikel wurde von den Bundesstaaten wie folgt ratifiziert:
- Alabama: 10. August 1909
- Kentucky: 8. Februar 1910
- South Carolina: 19. Februar 1910
- Illinois: 1. März 1910
- Mississippi: 7. März 1910
- Oklahoma: 10. März 1910
- Maryland: 8. April 1910
- Georgia: 3. August 1910
- Texas: 16. August 1910
- Ohio: 19. Januar 1911
- Idaho: 20. Januar 1911
- Oregon: 23. Januar 1911
- Washington: 26. Januar 1911
- Montana: 27. Januar 1911
- Indiana: 30. Januar 1911
- Kalifornien: 31. Januar 1911
- Nevada: 31. Januar 1911
- South Dakota: 1. Februar 1911
- Nebraska: 9. Februar 1911
- North Carolina: 11. Februar 1911
- Colorado: 15. Februar 1911
- North Dakota: 17. Februar 1911
- Michigan: 23. Februar 1911
- Iowa: 24. Februar 1911
- Kansas: 2. März 1911
- Missouri: 16. März 1911
- Maine: 31. März 1911
- Tennessee: 7. April 1911
- Arkansas: 22. April 1911
- Wisconsin: 16. Mai 1911
- New York: 12. Juli 1911
- Arizona: 3. April 1912
- Minnesota: 11. Juni 1912
- Louisiana: 28. Juni 1912
- West Virginia: 31. Januar 1913
- Delaware: 3. Februar 1913

Die Ratifizierung durch die erforderlichen 36 von (damals) 48 Bundesstaaten wurde am 3. Februar 1913 mit der Ratifizierung durch Delaware abgeschlossen. Anschließend wurde der Zusatzartikel noch von folgenden Bundesstaaten ratifiziert:
- New Mexico: 3. Februar 1913
- Wyoming: 3. Februar 1913
- New Jersey: 4. Februar 1913
- Vermont: 19. Februar 1913
- Massachusetts: 4. März 1913
- New Hampshire: 7. März 1913

Der Zusatzartikel ist nicht ratifiziert worden von Connecticut, Florida, Pennsylvania, Rhode Island, Utah und Virginia.